# 1974年の台風
1974年の台風（1974ねんのたいふう、太平洋北西部で発生した熱帯低気圧）のデータ。台風の発生数は32個であった。
日本には10個の台風が接近し、うち3個が本土に上陸した。7月に接近した台風8号は、梅雨前線を刺激して大雨を降らせ、洪水や地滑り等による大きな被害をもたらした。また、9月に上陸した台風16号による大雨の影響で、東京都では多摩川の堤防が決壊し水害が発生した。さらに、同じく9月に上陸した台風18号によっても被害が発生した。

## 台風の発生数
| 発生数が多い年 | 発生数が多い年                     | 発生数が多い年 | 発生数が少ない年 | 発生数が少ない年                                 | 発生数が少ない年 |
| 順位           | 年                                 | 発生数         | 順位             | 年                                               | 発生数           |
| -------------- | ---------------------------------- | -------------- | ---------------- | ------------------------------------------------ | ---------------- |
| 1              | 1967年                             | 39             | 1                | 2010年                                           | 14               |
| 2              | 1994年 1971年                      | 36             | 2                | 1998年                                           | 16               |
| 4              | 1966年                             | 35             | 3                | 2023年                                           | 17               |
| 5              | 1964年                             | 34             | 4                | 1969年                                           | 19               |
| 6              | 1989年 1974年 1965年               | 32             | 5                | 2011年 2003年 1977年 1975年 1973年 1954年 1951年 | 21               |
| 9              | 2013年 1992年 1988年 1972年 1958年 | 31             |                  |                                                  |                  |

## 月別の台風発生数
| 1月 | 2月 | 3月 | 4月 | 5月 | 6月 | 7月 | 8月 | 9月 | 10月 | 11月 | 12月 | 年間 |
| --- | --- | --- | --- | --- | --- | --- | --- | --- | ---- | ---- | ---- | ---- |
| 1   |     | 1   | 1   | 1   | 4   | 4   | 5   | 5   | 4    | 4    | 2    | 32   |

## 「台風」に分類されている熱帯低気圧

### 台風1号（ワンダ）
197401・01W・アタン

### 台風2号（エイミー）
197402・02W

### 台風3号（ベイブ）
197403・03W

### 台風4号（カーラ）
197404・04W

### 台風5号（ダイナ）
197405・06W・ビシン

### 台風6号（エマ）
197406・07W・クラリン

### 台風7号（フリーダ）
197407・08W

### 台風8号（ギルダ）
197408・09W・デリン

### 台風9号（ハリエット）
197409・10W・ガディン

### 台風10号（アイビー）
197410・12W・イリアン

### 台風11号（ジーン）
197411・11W・ヘリン

### 台風12号（キム）
197412・13W

### 台風13号（ルーシー）
197413・14W・ミディン

### 台風14号（メアリー）
197414・15W

### 台風15号（ナディーン）
197415・17W・ノーミン

### 台風16号（ポリー）
197416・18W
この台風の接近に伴って、発達した雨雲が関東地方に停滞して豪雨による洪水が発生し、東京都では多摩川が氾濫して、宿河原堰によって流下を妨げられた水が迂回して左岸堤防が決壊し、狛江市の民家19棟が流失するという大規模な水害が発生した。

### 台風17号（ローズ）
197417・19W・オヤン

### 台風18号（シャーリー）
197418・21W・パイン

### 台風19号（トリックス）
197419・22W

### 台風20号（ヴァージニア）
197420・23W

### 台風21号（ウェンディ）
197421・24W・ルピン

### 台風22号（アグネス）
197422・25W

### 台風23号（ベス）
197423・26W・スサン

### 台風24号（カルメン）
197424・27W・テリン

### 台風25号（デラ）
197425・28W・ウディン

### 台風26号（エレイン）
197426・29W・ウェニン

### 台風27号（フェイ）
197427・30W・ヤニン

### 台風28号（グロリア）
197428・31W・エイニン

### 台風29号（へスター）
197429・32W
台風としての寿命はわずか3時間で、1951年の統計開始以降では、1970年の台風13号に次いで2番目に寿命の短い台風となっている。しかし1970年の台風13号は、日付変更線上で発生しその後は東に進んだために台風としての寿命が「0時間」となっているため、実質上はこの台風が最も寿命が短い台風である。

### 台風30号（イルマ）
197430・33W・ビダン

### 台風31号（ジュディ）
197431・34W

### 台風32号（キット）
197432・35W・デラン